# Réserve faunique nationale de Pahranagat
 (décembre 2023).
Le Pahranagat National Wildlife Refuge  est un refuge faunique protégé, situé à 144 km au nord de Las Vegas, dans le  Nevada. Les 21 km² du refuge, créé le 16 août 1963, font partie du plus vaste Desert National Wildlife Refuge, qui comprend également la réserve faunique nationale d'Ash Meadows, la réserve faunique nationale du Désert et la réserve faunique nationale de Moapa Valley.

## Écologie
Le refuge offre un habitat de migration et d'hivernage de haute qualité aux oiseaux migrateurs, en particulier aux Anseriformes, dans la voie de migration du Pacifique.
Des travaux sont en cours pour restaurer des zones humides et des hautes terres désertiques conformément à ce qui se trouvait sur le refuge il y a plus de 100 ans.
Les espèces menacées comprennent la Moucherolle des saules (Empidonax traillii) et la Tortue du désert (Gopherus agassizii).

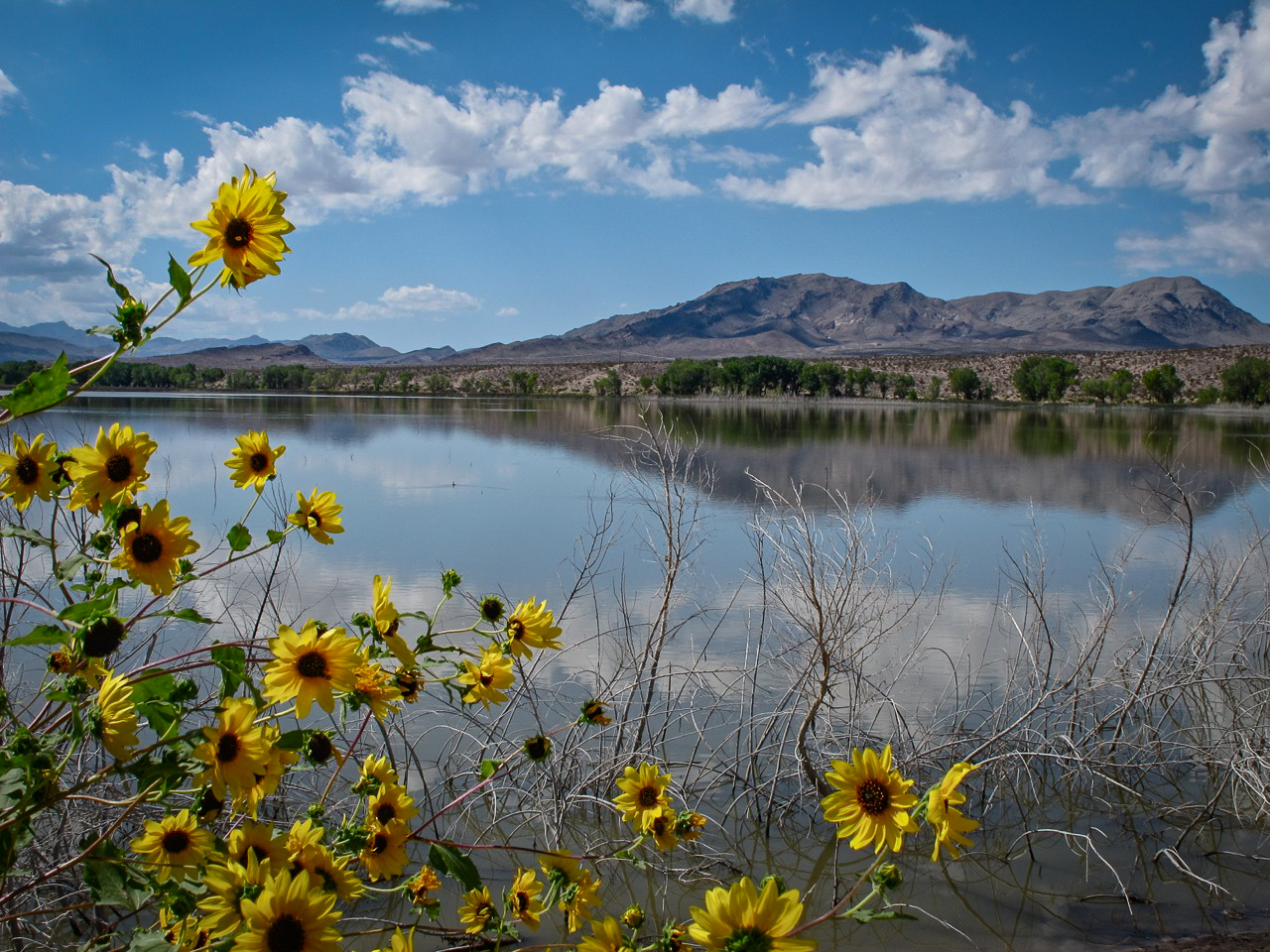
Réserve faunique nationale de Pahranagat, Nevada